# Черногор
Черногор (болг. Черногор) — село в Болгарии. Находится в Силистренской области, входит в общину Главиница. Население составляет 443 человека. Село находится в историко-географической области Южная Добруджа.

## Политическая ситуация
В местном кметстве Черногор, в состав которого входит Черногор, должность кмета (старосты) исполняет Ёзджан Ниязиев Юмеров (Движение за права и свободы (ДПС)) по результатам выборов правления кметства.
Кмет (мэр) общины Главиница — Насуф Махмуд Насуф (Движение за права и свободы (ДПС)) по результатам выборов в правление общины.